# Логошур
Логошу́р (рос. Логошур) — присілок у складі Ярського району Удмуртії, Росія.

## Населення
Населення — 19 осіб (2010, 55 у 2002).
Національний склад станом на 2002 рік:
- бесерм'яни — 62 %
- удмурти — 36 %